# Open wereldkampioenschap powerlifting 2013
Het Open wereldkampioenschap powerlifting 2013 is een door de International Powerlifting Federation (IPF) georganiseerd kampioenschap voor powerlifters. De 43e editie van het wereldkampioenschap vond plaats in de Noorse Stavanger van 4 tot 9 november 2013.

## Uitslagen

### Heren
| klasse  | Goud                 | Zilver                  | Brons             |
| ------- | -------------------- | ----------------------- | ----------------- |
| -59 kg  | Sergey Fedosienko    | Pawel Osmialowski       | Iván Cancel       |
| -66 kg  | Konstantin Danilov   | Sergey Gladkikh         | Tsung-Ting Hsieh  |
| -74 kg  | Jaroslaw Olech       | Antolii Goriachok       | Lung-Hsin Huang   |
| -83 kg  | Kjell Egil Bakkelund | Volodymyr Rysiyev       | Andriy Naniev     |
| -93 kg  | Mikhaylo Bulanyy     | Sergii Bilyi            | Sergey Mashintcov |
| -105 kg | Vadym Dovganyuk      | Konstantin Lebedko      | Anibal Coimbra    |
| -120 kg | Oleksiy Rokochiy     | Dean Bowring            | Orhan Bilican     |
| +120 kg | Andrey Konovalov     | Carl Yngvar Christensen | Viktor Testsov    |

### Dames
| klasse | Goud               | Zilver                | Brons               |
| ------ | ------------------ | --------------------- | ------------------- |
| -47 kg | Wei-Ling Chen      | Valentina Vermenyuk   | Maria Luisa Vasquez |
| -52 kg | Natalia Salnikova  | Anastasiya Derevyanko | Vilma Ochoa         |
| -57 kg | Hartati Sri        | Anna Ryzhkova         | Hui-Yu Chou         |
| -63 kg | Larysa Soloviova   | Tetyana Akhmamyetyeva | Noviana Sari        |
| -72 kg | Ana Castellain     | Yulia Medvedeva       | Antonina Kniazieva  |
| -84 kg | Ielja Strik        | Liane Blyn            | Heidi Hille Arnesen |
| +84 kg | Olga Gemaletdinova | Hildeborg Hugdal      | Ya-Wen Chang        |